# Geocharis fermini
Geocharis fermini – gatunek chrząszcza z rodziny biegaczowatych i podrodziny Trechinae.

## Taksonomia
Gatunek ten został opisany w 2004 roku przez Artura R. M. Serrano i Carlosa A. S. Aguiara na podstawie 43 okazów odłowionych w roku 2000 i 2003

## Opis
Chrząszcz bezoki i bezskrzydły. Ciało długości od 1,7 do 2 mm, spłaszczone grzbietobrzusznie, jasnobrązowe. Oskórek z siateczką mikrorzeźby i cienkim owłosieniem, zwłaszcza na przedpleczu i pokrywach. Przedplecze płaskie, sercowate o przedniej krawędzi nieco łukowatej. Górna powierzchnia przedplecza wgłębiona między dołkami przypodstawowoymi. Pokrywy o górnej powierzchni (dysku) z dwiema parami szczecinek: przednią i tylną. Na pokrywach brak rzędów, obecne silne punktowanie w rejonie barków. Samce mają przednie stopy o pierwszym członie rozszerzonym, a tylne uda z mniejszym lub większym zębem na wewnętrznej krawędzi. Edeagus umiarkowanie łukowaty, przed wierzchołkiem powiększony, a na wierzchołku szeroko zaokrąglony. Apofizy jego płata nasadowego niewystające. W woreczku wewnętrznym obecny rurkowaty skleryt. Paramera lewa opatrzona dwiema szczecinami wierzchołkowymi i o rozwiniętej krawędzi grzbietowo-nasadowej. 
Obecnością zęba na wewnętrznej krawędzi tylnych ud gatunek nawiązuje do G. juncoi, G. cordubensis, G. leoni, G. grandolensis, G. saldanhai, G. portalegrensis, G. boieiroi, G. sacarraoi, G. estremozensis oraz G. quartaui.

## Rozprzestrzenienie
Gatunek palearktyczny, endemiczny dla Portugalii.